# NGC 396
NGC 396 là một thiên hà dạng hạt đậu nằm trong chòm sao Song Ngư. Nó được phát hiện vào ngày 27 tháng 10 năm 1864 bởi Albert Marth. Nó được Dreyer mô tả là "cực kỳ mờ nhạt, nhỏ bé, hơi mở rộng".